# Obrigação tributária
Obrigação tributária é toda obrigação que surge quando se consuma um fato imponível previsto na legislação tributária. 
É considerado como um vínculo que une o credor (ativo) e o devedor (passivo) para o pagamento de alguma dívida. Também pode ser considerada como obrigação tributária a própria prestação que o devedor tem que cumprir. Sendo assim, ocorrido o fato gerador, sempre decorrente de lei, nasce a obrigação tributária (nascimento compulsório). 

## Formação da obrigação tributária
A imposição de pagar o tributo surge do vínculo que se estabelece entre o particular (devedor - sujeito passivo - contribuinte) quando há a ocorrência de um fato gerador: a situação prevista em lei, que faz com que surja o vínculo entre o particular e o Estado (a obrigação tributária).
O particular fica determinado a pagar uma prestação de cunho patrimonial, prevista na legislação.
A prestação pode servir para pagar tributo, ou penalidade, dependendo de como é definido pela lei o ato praticado pelo particular.
O contribuinte pode ainda ser instado a fazer coisa no interesse do fisco, ou deixar de praticar algum ato de acordo com a lei.

### Descumprimento da obrigação
Caso o contribuinte não cumpra a obrigação tributária espontaneamente, poderá ser objeto de lançamento de ofício do crédito inadimplido, sendo que o processo de determinação e exigência de créditos tributários da União é, atualmente, regulamentado pelo Decreto nº 7.574, de 29 de setembro de 2011. 

## Tipos
As obrigações tributárias são de dois tipos:
- Obrigação tributária principal: é a obrigação de pagar o tributo devido (pecuniária).
- Obrigação tributária acessória: consiste em ação ou omissão que propicia ou facilita a ação do fisco, como por exemplo a obrigação de emitir nota fiscal (ação), e a de não rasurar os livros fiscais da empresa (omissão). São chamadas também de prestações Negativas ou Positivas.
- A Obrigação Principal e a Obrigação Acessória são AUTÔNOMAS, portanto, diante de uma imunidade, esta só atingirá a Principal, diferentemente do Direito Civil, não desobrigando o seu cumprimento.

## Elementos da Obrigação Tributária
Constitui-se por quatro elementos:
- Lei: ato que cria ou institui o tributo, determina aumento de alíquotas, outorga isenções, vedações, não incidência, define o fato gerador e tudo mais que for desta obrigação e estrutura-se pela hipótese, o mandamento e a sanção;
- Fato Gerador: elemento nuclear da obrigação tributária ou sua própria natureza juridica, sem o qual não há que se falar em obrigação;
- Sujeito Ativo: é o lado credor da obrigação fiscal;
- Sujeito Passivo: é lado devedor da relação obrigacional tributária - contribuinte;
- Objeto: é o valor devido que pode ser definido como principal ou acessório;